# 五十音順

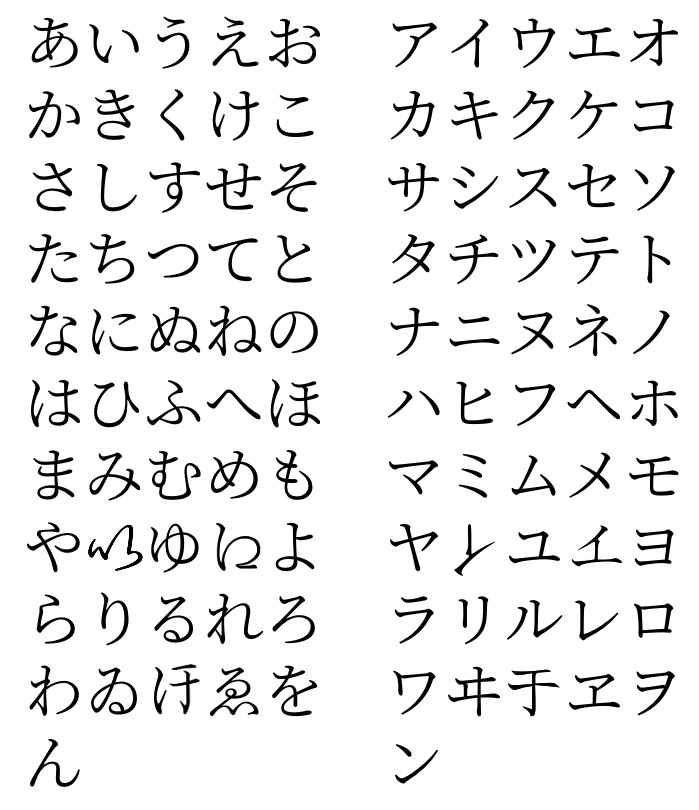
ひらがな（左）とカタカナ（右）の横書きの五十音順の画像。や行の行やわ行の行に現代ではあまり使われない仮名文字が含まれる。

五十音順（ごじゅうおんじゅん）とは、日本語の仮名文字を順序決めする規則である。あいうえお順とも言う。五十音の「あいうえお」（あ行）に始まり、「わ（ゐ）(𛄟)（ゑ）を」（わ行）に至る順序である。五十音に含まれない「ん」は通常「を」のあとに置かれる。
語句を並べる際には、おおよそ、本来の表記に関係なく（五十音のみで）仮名文字表記した場合の辞書式順序となる。つまり、まず1文字目を比較し、1文字目が同じ場合は2文字目を比較し、2文字目までが同じ場合は3文字目を比較し、以下同様である（語句の終わりが来た場合は「あ」より前となる、つまり、あ＜ああ＜あああ）。ただし、五十音以外の濁音・小仮名・長音符等の扱いはやや複雑である。
外来語由来の言葉はあくまで転写表記を比べるため、原語の発音とは一致しない。また表記ゆれが生じることがある。

## 起源
梵字の字母表を元に日本語で用いられる発音を並べたものが起源とされる。密教の僧侶が真言・陀羅尼などを梵語で正しく発音するために、梵字を学ぶ過程で字母表に接し、発明したと言われる。現存最古のものは「いおあえう」順で、「あえおうい」順もあった。

## 用例
国語辞典や書籍の索引などを始め、人名や商品名を並べる場合などに、一般的に広く用いられる。
最初の五十音順の事典は1884年の『日本百科事彙』（田口鼎軒編）である。 
公用文作成の要領では、人名・件名を並べるときは五十音順に並べるよう定められている。

## 基本の順序
| 1.  | あ | 2.  | い   | 3.  | う   | 4.  | え   | 5.  | お |
| 6.  | か | 7.  | き   | 8.  | く   | 9.  | け   | 10. | こ |
| 11. | さ | 12. | し   | 13. | す   | 14. | せ   | 15. | そ |
| 16. | た | 17. | ち   | 18. | つ   | 19. | て   | 20. | と |
| 21. | な | 22. | に   | 23. | ぬ   | 24. | ね   | 25. | の |
| 26. | は | 27. | ひ   | 28. | ふ   | 29. | へ   | 30. | ほ |
| 31. | ま | 32. | み   | 33. | む   | 34. | め   | 35. | も |
| 36. | や | 37. | (𛀆) | 38. | ゆ   | 39. | (𛀁) | 40. | よ |
| 41. | ら | 42. | り   | 43. | る   | 44. | れ   | 45. | ろ |
| 46. | わ | 47. | (ゐ) | 48. | (𛄟) | 49. | (ゑ) | 50. | を |
| 51. | ん |     |      |     |      |     |      |     |    |

## 詳細規則の例
「あいうえお」から「ん」に至る順序に関してはほとんど定着しているが、濁音・半濁音・長音などの扱いに関しては、ある程度一般的な決まりはあるものの、国語辞典などでもそれぞれで規定するなど若干の揺れがある。子音と母音の組み合わせの発想は中国語の反切、配列はサンスクリット語に由来するという説がある。本項では、JIS X 4061 に規定されているものについては、それを優先する。
- 原則として、濁点・半濁点は無視する。無視した際に同じ語になる場合は、濁点・半濁点なし（清音）→濁点→半濁点の順とする。「ゔ」等も同様である。

（は→ば→ぱ→はあ→ばあ→ぱあ→ひ）
稀ではあるが、以下のような順に配列されることもある。
- 濁音・半濁音は、清音と別の文字として扱う。順序は、清音→濁音→半濁音の順とする。

（は→はん→ば→ばん→ぱ→ぱん→ひ）
- 「ヴァ・ヴィ・ヴ・ヴェ・ヴォ」は「バ・ビ・ブ・ベ・ボ」と同一視する。

- 原則として、長音符（ー）は、直前の母音（あるいは「ん」）と同一視する。同一視した際に同じ語になる場合は、母音→長音の順とする（長音符を使わない長音は表記どおりの順序とする）。

（ああく→あーく→ああけ）
稀ではあるが、以下のような順に配列されることもある。
- 長音符は無視する。無視した際に同じ順位になる場合は、長音符なし→長音符ありの順とする。

（ああく→あく→あーく→あけ）
- 長音符は独立した別の文字として、「ん」の次に置く。

（あわ→あん→あんわ→あー→あーん→い）
- 原則として、小仮名、つまり、拗音の2文字目・促音「っ」などの字は、大きい字と同一視する。同一視した際に同じ語になる場合は、大きい字→小さい字の順とする。

（きや→きゃ→きやく→きゃく→きゆ）
- 原則として、「わ」行の「ゐ」「𛄟」「ゑ」「を」は「わ」の後とする。

稀ではあるが、以下のような順に配列されることもある。
- 「ゐ」「ゑ」「を」は「あ」行の「い」「う」「え」「お」と同一視する。同一視した際に同じ語になる場合は、「あ」行→「わ」行の順とする。

- 原則として、「ゝ」「ヽ」は直前の仮名文字を繰り返す。「ゞ」「ヾ」は直前の仮名文字に濁点をつけて繰り返す。

## コンピュータでの五十音順

### 文字コード
仮名文字を含む符号化文字集合は、基本的に仮名文字は五十音順になっているが、細部は異なる。
JIS X 0208
清音の直後に濁音、その直後に半濁音が連続している（は→ば→ぱ→ひ）。小仮名は、通常の順序と異なり、通常の仮名の直前にある（ぁ→あ→ぃ）。例外的に、「ヴ」「ヵ」「ヶ」は「ン」の後にある。
Unicode
JIS X 0208と同じ並びだが、「ヶ」の後に「ヷ」「ヸ」「ヹ」「ヺ」が追加されている。
JIS X 0213
JIS X 0208と同じ並びだが、「ヶ」の後に「カ゚〜コ゚」「セ゚」「ツ゚」「ト゚」が追加されている。
JIS X 0201（半角カナ）
「ヲ」「ァ〜ォ」「ャ〜ョ」「ッ」「ア〜ワ」「ン」の順。五十音の中で「ヲ」だけが五十音順でない。

### ソートの実装
漢字も含めた完全な五十音順を実現するには、漢字に読み仮名をあてる必要があるため、コンピュータでデータを扱う場合の五十音順の実装には大きな手間がかかる。